# Medaliści Zimowych Igrzysk Olimpijskich 2010

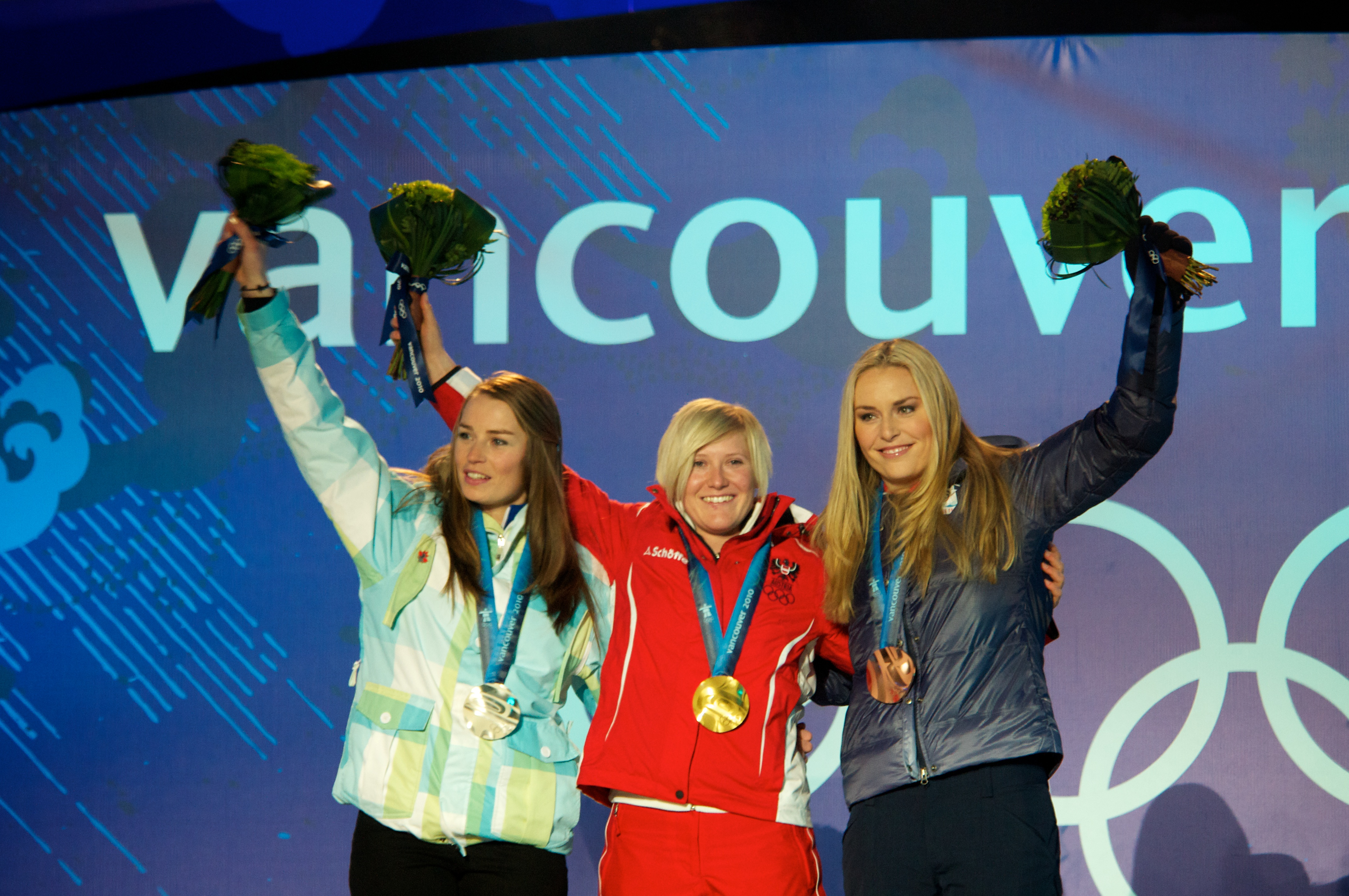
Medalistki w supergigancie kobiet na igrzyskach w Vancouver; od lewej: Tina Maze (srebro), Andrea Fischbacher (złoto), Lindsey Vonn (brąz)

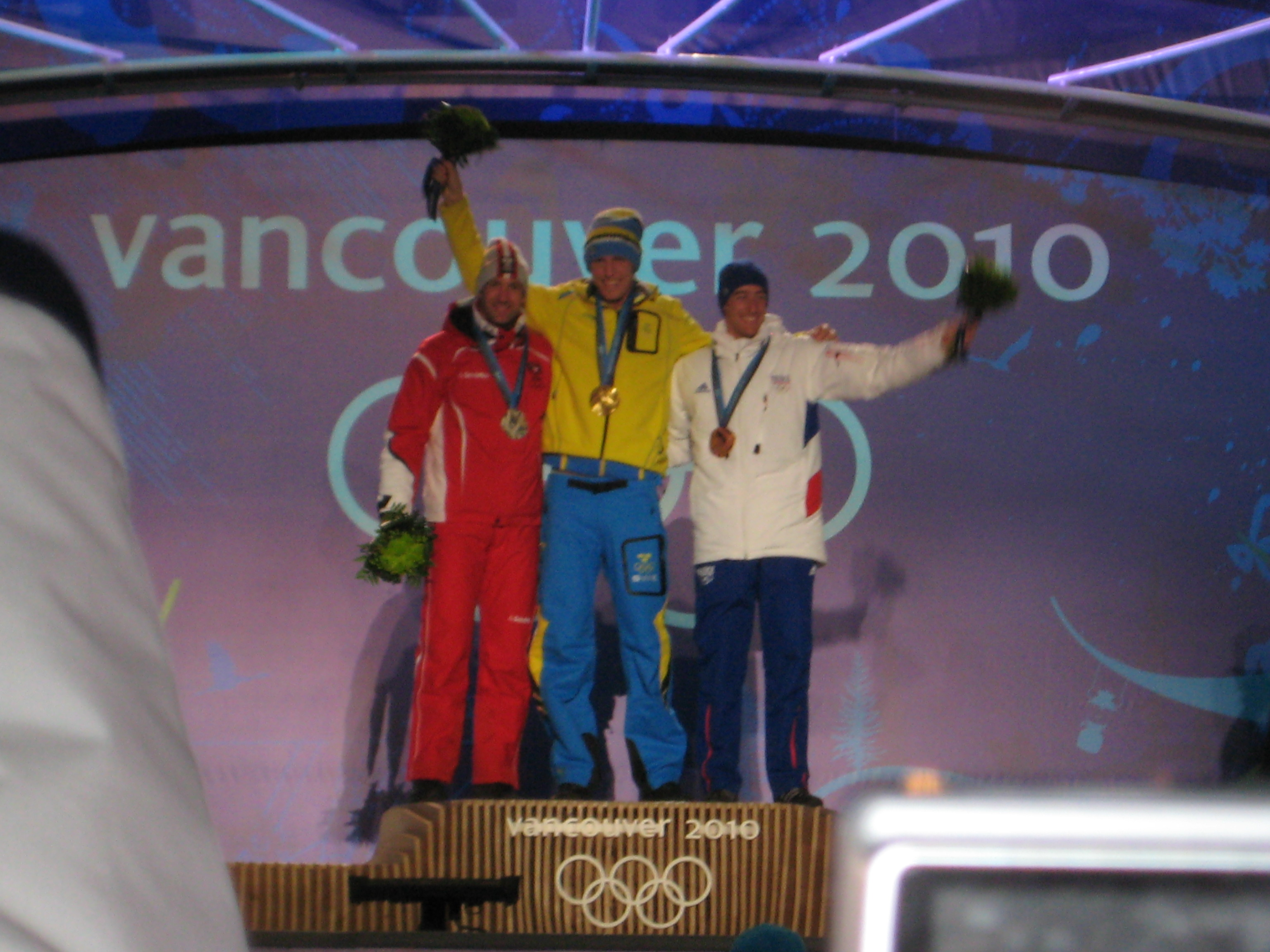
Medaliści biathlonowego biegu pościgowego mężczyzn na igrzyskach w Vancouver; od lewej: Christoph Sumann (srebro), Björn Ferry (złoto), Vincent Jay (brąz)

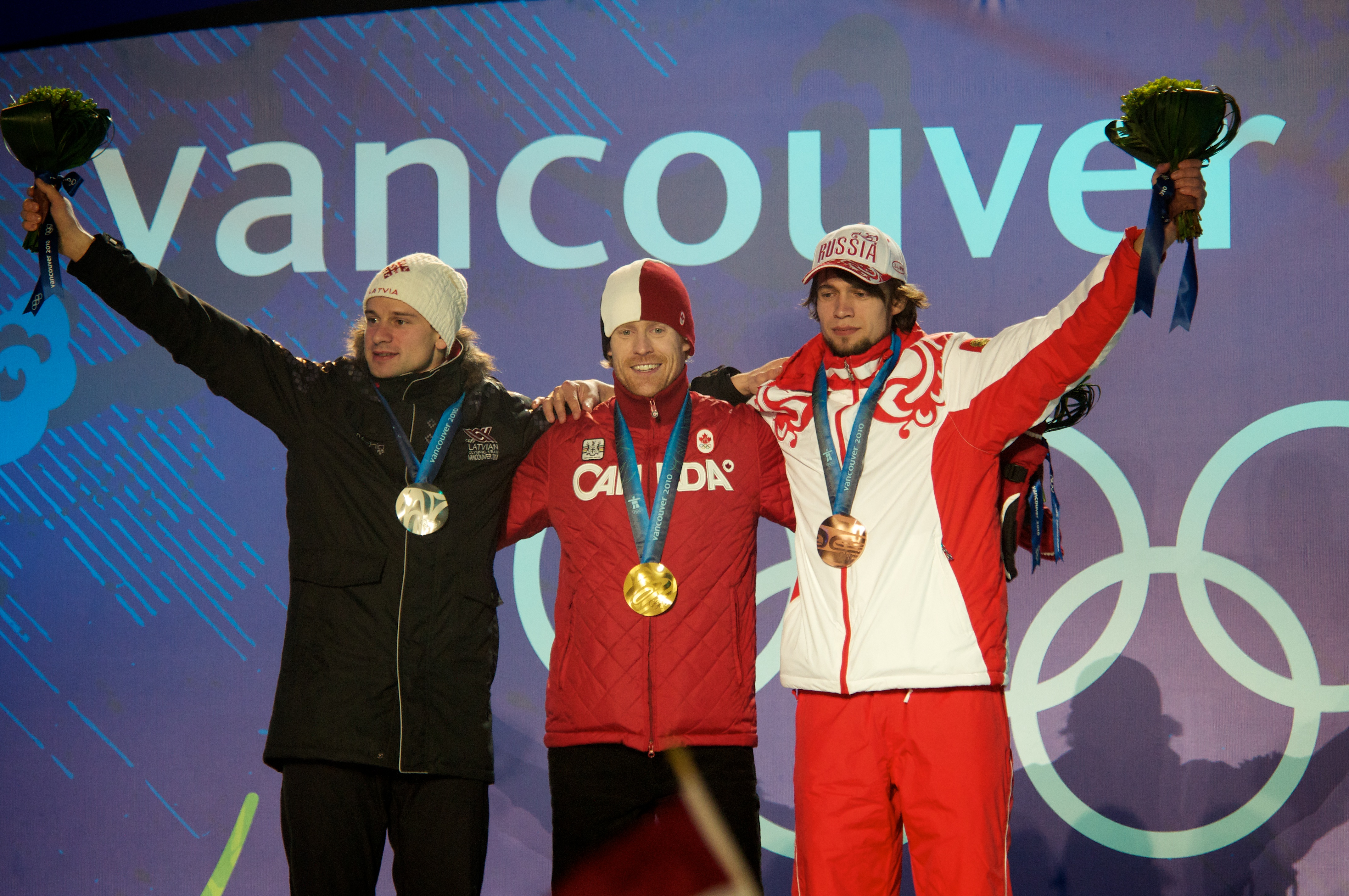
Medaliści skeletonowego ślizgu mężczyzn podczas igrzysk w Vancouver; od lewej: Martins Dukurs (srebro), Jon Montgomery (złoto), Aleksandr Trietjakow (brąz)

Medaliści Zimowych Igrzysk Olimpijskich 2010 – zestawienie zawodników, zawodniczek i drużyn, które zdobyły przynajmniej jeden medal olimpijski podczas igrzysk w Vancouver w 2010 roku.
Medale przyznano w 86 konkurencjach rozegranych w 15 dyscyplinach sportowych. Najwięcej medali w Vancouver zdobyli reprezentanci Stanów Zjednoczonych – 37 – 9 złotych, 15 srebrnych i 13 brązowych. Amerykanie ustanowili rekord liczby zdobytych medali wszystkich kruszców podczas jednej edycji zimowych igrzysk olimpijskich. Pierwsze miejsce w klasyfikacji medalowej zajęła jednak Kanada z 14 złotymi, 7 srebrnymi i 5 brązowymi medalami. Również był to wynik rekordowy, biorąc jednak pod uwagę medale złote.
Najbardziej utytułowaną zawodniczką igrzysk została norweska biegaczka narciarska Marit Bjørgen, która zdobyła trzy złote, jeden srebrny i jeden brązowy medal. Drugie miejsce w klasyfikacji indywidualnej zajęła chińska panczenistka specjalizująca się w short tracku Wang Meng z trzema złotymi medalami. Na trzecim miejscu w klasyfikacji uplasował się najlepszy wśród mężczyzn – norweski biegacz narciarski Petter Northug z dwoma złotymi, jednym srebrnym i jednym brązowym medalem.

## Medaliści według dyscyplin

### Biathlon
| Konkurencja                |          | Złoto                                                                         |            | Srebro                                                                       |           | Brąz                                                                 | Źr.    |
| -------------------------- | -------- | ----------------------------------------------------------------------------- | ---------- | ---------------------------------------------------------------------------- | --------- | -------------------------------------------------------------------- | ------ |
| Sprint mężczyzn            | Francja  | Vincent Jay                                                                   | Norwegia   | Emil Hegle Svendsen                                                          | Chorwacja | Jakov Fak                                                            | [ 4 ]  |
| Bieg pościgowy mężczyzn    | Szwecja  | Björn Ferry                                                                   | Austria    | Christoph Sumann                                                             | Francja   | Vincent Jay                                                          | [ 5 ]  |
| Bieg masowy mężczyzn       | Rosja    | Jewgienij Ustiugow                                                            | Francja    | Martin Fourcade                                                              | Słowacja  | Pavol Hurajt                                                         | [ 6 ]  |
| Bieg indywidualny mężczyzn | Norwegia | Emil Hegle Svendsen                                                           | Norwegia   | Ole Einar Bjørndalen                                                         | –         | –                                                                    | [ 7 ]  |
| Bieg indywidualny mężczyzn | Norwegia | Emil Hegle Svendsen                                                           | Białoruś   | Siarhiej Nowikau                                                             | –         | –                                                                    | [ 7 ]  |
| Sztafeta mężczyzn          | Norwegia | Norwegia Halvard Hanevold Tarjei Bø Emil Hegle Svendsen Ole Einar Bjørndalen  | Austria    | Austria Simon Eder Daniel Mesotitsch Dominik Landertinger Christoph Sumann   | Rosja     | Rosja Iwan Czeriezow Anton Szypulin Maksim Czudow Jewgienij Ustiugow | [ 8 ]  |
| Sprint kobiet              | Słowacja | Anastasija Kuźmina                                                            | Niemcy     | Magdalena Neuner                                                             | Francja   | Marie Dorin Habert                                                   | [ 9 ]  |
| Bieg pościgowy kobiet      | Niemcy   | Magdalena Neuner                                                              | Słowacja   | Anastasija Kuźmina                                                           | Francja   | Marie-Laure Brunet                                                   | [ 10 ] |
| Bieg masowy kobiet         | Niemcy   | Magdalena Neuner                                                              | Rosja      | Olga Zajcewa                                                                 | Niemcy    | Simone Hauswald                                                      | [ 11 ] |
| Bieg indywidualny kobiet   | Norwegia | Tora Berger                                                                   | Kazachstan | Jelena Chrustalowa                                                           | Białoruś  | Darja Domraczewa                                                     | [ 12 ] |
| Sztafeta kobiet            | Rosja    | Rosja Swietłana Slepcowa Anna Bogalij-Titowiec Olga Miedwiedcewa Olga Zajcewa | Francja    | Francja Marie-Laure Brunet Sylvie Becaert Marie Dorin Habert Sandrine Bailly | Niemcy    | Niemcy Kati Wilhelm Simone Hauswald Martina Beck Andrea Henkel       | [ 13 ] |

### Biegi narciarskie
| Konkurencja                  |            | Złoto                                                                         |          | Srebro                                                                         |           | Brąz                                                                            | Źr.           |
| ---------------------------- | ---------- | ----------------------------------------------------------------------------- | -------- | ------------------------------------------------------------------------------ | --------- | ------------------------------------------------------------------------------- | ------------- |
| Sprint indywidualny mężczyzn | Rosja      | Nikita Kriukow                                                                | Rosja    | Aleksandr Panżynski                                                            | Norwegia  | Petter Northug                                                                  | [ 14 ]        |
| Sprint drużynowy mężczyzn    | Norwegia   | Norwegia Petter Northug Øystein Pettersen                                     | Niemcy   | Niemcy Axel Teichmann Tim Tscharnke                                            | Rosja     | Rosja Nikołaj Moriłow Aleksiej Pietuchow                                        | [ 15 ]        |
| Bieg indywidualny mężczyzn   | Szwajcaria | Dario Cologna                                                                 | Włochy   | Pietro Piller Cottrer                                                          | Czechy    | Lukáš Bauer                                                                     | [ 16 ]        |
| Bieg łączony mężczyzn        | Szwecja    | Marcus Hellner                                                                | Niemcy   | Tobias Angerer                                                                 | Szwecja   | Johan Olsson                                                                    | [ 17 ]        |
| Sztafeta mężczyzn            | Szwecja    | Szwecja Daniel Richardsson Johan Olsson Anders Södergren Marcus Hellner       | Norwegia | Norwegia Martin Johnsrud Sundby Odd-Bjørn Hjelmeset Lars Berger Petter Northug | Czechy    | Czechy Martin Jakš Lukáš Bauer Jiří Magál Martin Koukal                         | [ 18 ] [ 19 ] |
| Bieg masowy mężczyzn         | Norwegia   | Petter Northug                                                                | Niemcy   | Axel Teichmann                                                                 | Szwecja   | Johan Olsson                                                                    | [ 20 ]        |
| Sprint indywidualny kobiet   | Norwegia   | Marit Bjørgen                                                                 | Polska   | Justyna Kowalczyk                                                              | Słowenia  | Petra Majdič                                                                    | [ 21 ]        |
| Sprint drużynowy kobiet      | Niemcy     | Niemcy Evi Sachenbacher-Stehle Claudia Nystad                                 | Szwecja  | Szwecja Charlotte Kalla Anna Haag                                              | Rosja     | Rosja Irina Chazowa Natalja Korostielowa                                        | [ 22 ]        |
| Bieg indywidualny kobiet     | Szwecja    | Charlotte Kalla                                                               | Estonia  | Kristina Šmigun-Vähi                                                           | Norwegia  | Marit Bjørgen                                                                   | [ 23 ]        |
| Bieg łączony kobiet          | Norwegia   | Marit Bjørgen                                                                 | Szwecja  | Anna Haag                                                                      | Polska    | Justyna Kowalczyk                                                               | [ 24 ]        |
| Sztafeta kobiet              | Norwegia   | Norwegia Vibeke Skofterud Therese Johaug Kristin Størmer Steira Marit Bjørgen | Niemcy   | Niemcy Katrin Zeller Evi Sachenbacher-Stehle Miriam Gössner Claudia Nystad     | Finlandia | Finlandia Pirjo Muranen Virpi Kuitunen Riitta-Liisa Roponen Aino-Kaisa Saarinen | [ 25 ]        |
| Bieg masowy kobiet           | Polska     | Justyna Kowalczyk                                                             | Norwegia | Marit Bjørgen                                                                  | Finlandia | Aino-Kaisa Saarinen                                                             | [ 26 ]        |

### Bobsleje
| Konkurencja      |                   | Złoto                                                          |        | Srebro                                                        |                   | Brąz                                                            | Źr.    |
| ---------------- | ----------------- | -------------------------------------------------------------- | ------ | ------------------------------------------------------------- | ----------------- | --------------------------------------------------------------- | ------ |
| Dwójki mężczyzn  | Niemcy            | Niemcy Kevin Kuske André Lange                                 | Niemcy | Niemcy Thomas Florschütz Richard Adjei                        | Rosja             | Rosja Aleksandr Zubkow Aleksiej Wojewoda                        | [ 27 ] |
| Czwórki mężczyzn | Stany Zjednoczone | USA Steven Holcomb Steve Mesler Curtis Tomasevicz Justin Olsen | Niemcy | Niemcy André Lange Kevin Kuske Alexander Rödiger Martin Putze | Kanada            | Kanada Lyndon Rush David Bissett Lascelles Brown Chris le Bihan | [ 28 ] |
| Dwójki kobiet    | Kanada            | Kanada Kaillie Humphries Heather Moyse                         | Kanada | Kanada Helen Upperton Shelley-Ann Brown                       | Stany Zjednoczone | USA Erin Pac Elana Meyers                                       | [ 29 ] |

### Curling
| Konkurencja      |         | Złoto                                                                          |          | Srebro                                                                                    |            | Brąz                                                                        | Źr.    |
| ---------------- | ------- | ------------------------------------------------------------------------------ | -------- | ----------------------------------------------------------------------------------------- | ---------- | --------------------------------------------------------------------------- | ------ |
| Turniej mężczyzn | Kanada  | Kanada Kevin Martin John Morris Marc Kennedy Ben Hebert Adam Enright           | Norwegia | Norwegia Thomas Ulsrud Torger Nergård Christoffer Svae Håvard Vad Petersson Thomas Løvold | Szwajcaria | Szwajcaria Ralph Stöckli Jan Hauser Markus Eggler Simon Strübin Toni Müller | [ 30 ] |
| Turniej kobiet   | Szwecja | Szwecja Anette Norberg Eva Lund Cathrine Lindahl Anna Le Moine Kajsa Bergström | Kanada   | Kanada Cheryl Bernard Susan O’Connor Carolyn Darbyshire Cori Bartel Kristie Moore         |            | ChRL Wang Bingyu Liu Yin Yue Qingshuang Zhou Yan Liu Jinli                  | [ 31 ] |

### Hokej na lodzie
| Konkurencja      |        | Złoto |                   | Srebro |           | Brąz | Źr.                         |
| ---------------- | ------ | --- | ----------------- | --- | --------- | --- | --------------------------- |
| Turniej mężczyzn | Kanada | Kanada Patrice Bergeron Dan Boyle Martin Brodeur Sidney Crosby Drew Doughty Marc-André Fleury Ryan Getzlaf Dany Heatley Jarome Iginla Duncan Keith Roberto Luongo Patrick Marleau Brenden Morrow Rick Nash Scott Niedermayer Corey Perry Chris Pronger Mike Richards Brent Seabrook Eric Staal Joe Thornton Jonathan Toews Shea Weber                  | Stany Zjednoczone | USA David Backes Dustin Brown Ryan Callahan Chris Drury Tim Gleason Erik Johnson Jack Johnson Patrick Kane Ryan Kesler Phil Kessel Jamie Langenbrunner Ryan Malone Ryan Miller Brooks Orpik Zach Parise Joe Pavelski Jonathan Quick Brian Rafalski Bobby Ryan Paul Stastny Ryan Suter Tim Thomas Ryan Whitney                           | Finlandia | Finlandia Niklas Bäckström Valtteri Filppula Niklas Hagman Jarkko Immonen Olli Jokinen Niko Kapanen Miikka Kiprusoff Mikko Koivu Saku Koivu Lasse Kukkonen Jere Lehtinen Sami Lepistö Toni Lydman Antti Miettinen Antero Niittymäki Janne Niskala Ville Peltonen Joni Pitkänen Jarkko Ruutu Tuomo Ruutu Sami Salo Teemu Selänne Kimmo Timonen | [ 32 ] [ 33 ] [ 34 ] [ 35 ] |
| Turniej kobiet   | Kanada | Kanada Meghan Agosta Gillian Apps Tessa Bonhomme Jennifer Botterill Jayna Hefford Haley Irwin Rebecca Johnston Becky Kellar Gina Kingsbury Charline Labonté Carla MacLeod Meaghan Mikkelson Caroline Ouellette Cherie Piper Marie-Philip Poulin Kim St-Pierre Colleen Sostorics Shannon Szabados Sarah Vaillancourt Catherine Ward Hayley Wickenheiser | Stany Zjednoczone | USA Kacey Bellamy Caitlin Cahow Lisa Chesson Julie Chu Natalie Darwitz Meghan Duggan Molly Engstrom Hilary Knight Jocelyne Lamoureux Monique Lamoureux Erika Lawler Gisele Marvin Brianne McLaughlin Jenny Schmidgall-Potter Angela Ruggiero Molly Schaus Kelli Stack Karen Thatcher Jessie Vetter Kerry Weiland Jinelle Zaugg-Siergiej | Finlandia | Finlandia Anne Helin Jenni Hiirikoski Venla Hovi Michelle Karvinen Mira Kuisma Emma Laaksonen Rosa Lindstedt Terhi Mertanen Heidi Pelttari Mariia Posa Annina Rajahuhta Karoliina Rantamäki Noora Räty Mari Saarinen Saija Sirviö Nina Tikkinen Minnamari Tuominen Saara Tuominen Linda Välimäki Anna Vanhatalo Marjo Voutilainen             | [ 33 ] [ 34 ] [ 35 ]        |

### Kombinacja norweska
| Konkurencja             |                   | Złoto                                                              |                   | Srebro                                                      |         | Brąz                                                               | Źr.    |
| ----------------------- | ----------------- | ------------------------------------------------------------------ | ----------------- | ----------------------------------------------------------- | ------- | ------------------------------------------------------------------ | ------ |
| Skocznia duża/10 km     | Stany Zjednoczone | Bill Demong                                                        | Stany Zjednoczone | Johnny Spillane                                             | Austria | Bernhard Gruber                                                    | [ 36 ] |
| Skocznia normalna/10 km | Francja           | Jason Lamy Chappuis                                                | Stany Zjednoczone | Johnny Spillane                                             | Włochy  | Alessandro Pittin                                                  | [ 37 ] |
| Konkurs drużynowy       | Austria           | Austria Bernhard Gruber Felix Gottwald Mario Stecher David Kreiner | Stany Zjednoczone | USA Brett Camerota Todd Lodwick Johnny Spillane Bill Demong | Niemcy  | Niemcy Johannes Rydzek Tino Edelmann Eric Frenzel Björn Kircheisen | [ 38 ] |

### Łyżwiarstwo figurowe
| Konkurencja   |                   | Złoto                          |                   | Srebro                        |         | Brąz                                  | Źr.    |
| ------------- | ----------------- | ------------------------------ | ----------------- | ----------------------------- | ------- | ------------------------------------- | ------ |
| Soliści       | Stany Zjednoczone | Evan Lysacek                   | Rosja             | Jewgienij Pluszczenko         | Japonia | Daisuke Takahashi                     | [ 39 ] |
| Solistki      | Korea Południowa  | Kim Yu-na                      | Japonia           | Mao Asada                     | Kanada  | Joannie Rochette                      | [ 40 ] |
| Pary sportowe |                   | ChRL Shen Xue Zhao Hongbo      |                   | ChRL Pang Qing Tong Jian      | Niemcy  | Niemcy Alona Sawczenko Robin Szolkowy | [ 41 ] |
| Pary taneczne | Kanada            | Kanada Tessa Virtue Scott Moir | Stany Zjednoczone | USA Meryl Davis Charlie White | Rosja   | Rosja Oksana Domnina Maksim Szabalin  | [ 42 ] |

### Łyżwiarstwo szybkie
| Konkurencja               |                   | Złoto                                                                                      |                   | Srebro                                                       |                   | Brąz                                                               | Źr.    |
| ------------------------- | ----------------- | ------------------------------------------------------------------------------------------ | ----------------- | ------------------------------------------------------------ | ----------------- | ------------------------------------------------------------------ | ------ |
| Bieg na 500 m mężczyzn    | Korea Południowa  | Mo Tae-bum                                                                                 | Japonia           | Keiichirō Nagashima                                          | Japonia           | Jōji Katō                                                          | [ 43 ] |
| Bieg na 1000 m mężczyzn   | Stany Zjednoczone | Shani Davis                                                                                | Korea Południowa  | Mo Tae-bum                                                   | Stany Zjednoczone | Chad Hedrick                                                       | [ 44 ] |
| Bieg na 1500 m mężczyzn   | Holandia          | Mark Tuitert                                                                               | Stany Zjednoczone | Shani Davis                                                  | Norwegia          | Håvard Bøkko                                                       | [ 45 ] |
| Bieg na 5000 m mężczyzn   | Holandia          | Sven Kramer                                                                                | Korea Południowa  | Lee Seung-hoon                                               | Rosja             | Iwan Skobriew                                                      | [ 46 ] |
| Bieg na 10 000 m mężczyzn | Korea Południowa  | Lee Seung-hoon                                                                             | Rosja             | Iwan Skobriew                                                | Holandia          | Bob de Jong                                                        | [ 47 ] |
| Bieg drużynowy mężczyzn   | Kanada            | Kanada Mathieu Giroux Lucas Makowsky Denny Morrison                                        | Stany Zjednoczone | USA Brian Hansen Chad Hedrick Jonathan Kuck Trevor Marsicano | Holandia          | Holandia Jan Blokhuijsen Sven Kramer Simon Kuipers Mark Tuitert    | [ 48 ] |
| Bieg na 500 m kobiet      | Korea Południowa  | Lee Sang-hwa                                                                               | Niemcy            | Jenny Wolf                                                   |                   | Wang Beixing                                                       | [ 49 ] |
| Bieg na 1000 m kobiet     | Kanada            | Christine Nesbitt                                                                          | Holandia          | Annette Gerritsen                                            | Holandia          | Laurine van Riessen                                                | [ 50 ] |
| Bieg na 1500 m kobiet     | Holandia          | Ireen Wüst                                                                                 | Kanada            | Kristina Groves                                              | Czechy            | Martina Sáblíková                                                  | [ 51 ] |
| Bieg na 3000 m kobiet     | Czechy            | Martina Sáblíková                                                                          | Niemcy            | Stephanie Beckert                                            | Kanada            | Kristina Groves                                                    | [ 52 ] |
| Bieg na 5000 m kobiet     | Czechy            | Martina Sáblíková                                                                          | Niemcy            | Stephanie Beckert                                            | Kanada            | Clara Hughes                                                       | [ 53 ] |
| Bieg drużynowy kobiet     | Niemcy            | Niemcy Daniela Anschütz-Thoms Stephanie Beckert Anni Friesinger-Postma Katrin Mattscherodt | Japonia           | Japonia Masako Hozumi Nao Kodaira Maki Tabata                | Polska            | Polska Katarzyna Bachleda-Curuś Katarzyna Woźniak Luiza Złotkowska | [ 54 ] |

### Narciarstwo alpejskie
| Konkurencja              |                   | Złoto               |                   | Srebro             |                   | Brąz               | Źr.    |
| ------------------------ | ----------------- | ------------------- | ----------------- | ------------------ | ----------------- | ------------------ | ------ |
| Superkombinacja mężczyzn | Stany Zjednoczone | Bode Miller         | Chorwacja         | Ivica Kostelić     | Szwajcaria        | Silvan Zurbriggen  | [ 55 ] |
| Zjazd mężczyzn           | Szwajcaria        | Didier Défago       | Norwegia          | Aksel Lund Svindal | Stany Zjednoczone | Bode Miller        | [ 56 ] |
| Slalom mężczyzn          | Włochy            | Giuliano Razzoli    | Chorwacja         | Ivica Kostelić     | Szwecja           | André Myhrer       | [ 57 ] |
| Slalom gigant mężczyzn   | Szwajcaria        | Carlo Janka         | Norwegia          | Kjetil Jansrud     | Norwegia          | Aksel Lund Svindal | [ 58 ] |
| Supergigant mężczyzn     | Norwegia          | Aksel Lund Svindal  | Stany Zjednoczone | Bode Miller        | Stany Zjednoczone | Andrew Weibrecht   | [ 59 ] |
| Superkombinacja kobiet   | Niemcy            | Maria Riesch        | Stany Zjednoczone | Julia Mancuso      | Szwecja           | Anja Pärson        | [ 60 ] |
| Zjazd kobiet             | Stany Zjednoczone | Lindsey Vonn        | Stany Zjednoczone | Julia Mancuso      | Austria           | Elisabeth Görgl    | [ 61 ] |
| Slalom kobiet            | Niemcy            | Maria Riesch        | Austria           | Marlies Schild     | Czechy            | Šárka Záhrobská    | [ 62 ] |
| Slalom gigant kobiet     | Niemcy            | Viktoria Rebensburg | Słowenia          | Tina Maze          | Austria           | Elisabeth Görgl    | [ 63 ] |
| Supergigant kobiet       | Austria           | Andrea Fischbacher  | Słowenia          | Tina Maze          | Stany Zjednoczone | Lindsey Vonn       | [ 64 ] |

### Narciarstwo dowolne
| Konkurencja                 |                   | Złoto              |                   | Srebro          |                   | Brąz             | Źr.    |
| --------------------------- | ----------------- | ------------------ | ----------------- | --------------- | ----------------- | ---------------- | ------ |
| Jazda po muldach mężczyzn   | Kanada            | Alexandre Bilodeau | Australia         | Dale Begg-Smith | Stany Zjednoczone | Bryon Wilson     | [ 65 ] |
| Skoki akrobatyczne mężczyzn | Białoruś          | Alaksiej Hryszyn   | Stany Zjednoczone | Jeret Peterson  |                   | Liu Zhongqing    | [ 66 ] |
| Skicross mężczyzn           | Szwajcaria        | Michael Schmid     | Austria           | Andreas Matt    | Norwegia          | Audun Grønvold   | [ 67 ] |
| Jazda po muldach kobiet     | Stany Zjednoczone | Hannah Kearney     | Kanada            | Jennifer Heil   | Stany Zjednoczone | Shannon Bahrke   | [ 68 ] |
| Skoki akrobatyczne kobiet   | Australia         | Lydia Lassila      |                   | Li Nina         |                   | Guo Xinxin       | [ 69 ] |
| Skicross kobiet             | Kanada            | Ashleigh McIvor    | Norwegia          | Hedda Berntsen  | Francja           | Marion Josserand | [ 70 ] |

### Saneczkarstwo
| Konkurencja      |         | Złoto                                  |         | Srebro                       |        | Brąz                                  | Źr.    |
| ---------------- | ------- | -------------------------------------- | ------- | ---------------------------- | ------ | ------------------------------------- | ------ |
| Jedynki mężczyzn | Niemcy  | Felix Loch                             | Niemcy  | David Möller                 | Włochy | Armin Zöggeler                        | [ 71 ] |
| Dwójki mężczyzn  | Austria | Austria Andreas Linger Wolfgang Linger | Łotwa   | Łotwa Andris Šics Juris Šics | Niemcy | Niemcy Patric Leitner Alexander Resch | [ 72 ] |
| Jedynki kobiet   | Niemcy  | Tatjana Hüfner                         | Austria | Nina Reithmayer              | Niemcy | Natalie Geisenberger                  | [ 73 ] |

### Short track
| Konkurencja             |                  | Złoto                                                                                           |                   | Srebro                                                                         |                   | Brąz                                                                           | Źr.                  |
| ----------------------- | ---------------- | ----------------------------------------------------------------------------------------------- | ----------------- | ------------------------------------------------------------------------------ | ----------------- | ------------------------------------------------------------------------------ | -------------------- |
| Bieg na 500 m mężczyzn  | Kanada           | Charles Hamelin                                                                                 | Korea Południowa  | Sung Si-bak                                                                    | Kanada            | François-Louis Tremblay                                                        | [ 74 ]               |
| Bieg na 1000 m mężczyzn | Korea Południowa | Lee Jung-su                                                                                     | Korea Południowa  | Lee Ho-suk                                                                     | Stany Zjednoczone | Apolo Ohno                                                                     | [ 75 ]               |
| Bieg na 1500 m mężczyzn | Korea Południowa | Lee Jung-su                                                                                     | Stany Zjednoczone | Apolo Ohno                                                                     | Stany Zjednoczone | John Robert Celski                                                             | [ 76 ]               |
| Sztafeta mężczyzn       | Kanada           | Kanada Charles Hamelin François Hamelin Olivier Jean François-Louis Tremblay Guillaume Bastille | Korea Południowa  | Korea Południowa Kwak Yoon-gy Lee Ho-suk Lee Jung-su Sung Si-bak Kim Seoung-il | Stany Zjednoczone | USA John Robert Celski Travis Jayner Jordan Malone Apolo Ohno Simon Cho        | [ 77 ] [ 78 ] [ 79 ] |
| Bieg na 500 m kobiet    |                  | Wang Meng                                                                                       | Kanada            | Marianne St-Gelais                                                             | Włochy            | Arianna Fontana                                                                | [ 80 ]               |
| Bieg na 1000 m kobiet   |                  | Wang Meng                                                                                       | Stany Zjednoczone | Katherine Reutter                                                              | Korea Południowa  | Park Seung-hi                                                                  | [ 81 ]               |
| Bieg na 1500 m kobiet   |                  | Zhou Yang                                                                                       | Korea Południowa  | Lee Eun-byul                                                                   | Korea Południowa  | Park Seung-hi                                                                  | [ 82 ]               |
| Sztafeta kobiet         |                  | ChRL Sun Linlin Wang Meng Zhang Hui Zhou Yang                                                   | Kanada            | Kanada Jessica Gregg Kalyna Roberge Marianne St-Gelais Tania Vicent            | Stany Zjednoczone | USA Allison Baver Alyson Dudek Lana Gehring Katherine Reutter Kimberly Derrick | [ 83 ] [ 77 ] [ 79 ] |

### Skeleton
| Konkurencja    |                 | Złoto          |        | Srebro             |        | Brąz                 | Źr.    |
| -------------- | --------------- | -------------- | ------ | ------------------ | ------ | -------------------- | ------ |
| Ślizg mężczyzn | Kanada          | Jon Montgomery | Łotwa  | Martins Dukurs     | Rosja  | Aleksandr Trietjakow | [ 84 ] |
| Ślizg kobiet   | Wielka Brytania | Amy Williams   | Niemcy | Kerstin Szymkowiak | Niemcy | Anja Huber           | [ 85 ] |

### Skoki narciarskie
| Konkurencja       |            | Złoto                                                                           |        | Srebro                                                              |          | Brąz                                                                 | Źr.    |
| ----------------- | ---------- | ------------------------------------------------------------------------------- | ------ | ------------------------------------------------------------------- | -------- | -------------------------------------------------------------------- | ------ |
| Skocznia duża     | Szwajcaria | Simon Ammann                                                                    | Polska | Adam Małysz                                                         | Austria  | Gregor Schlierenzauer                                                | [ 86 ] |
| Skocznia normalna | Szwajcaria | Simon Ammann                                                                    | Polska | Adam Małysz                                                         | Austria  | Gregor Schlierenzauer                                                | [ 87 ] |
| Konkurs drużynowy | Austria    | Austria Wolfgang Loitzl Andreas Kofler Thomas Morgenstern Gregor Schlierenzauer | Niemcy | Niemcy Michael Neumayer Andreas Wank Martin Schmitt Michael Uhrmann | Norwegia | Norwegia Anders Bardal Tom Hilde Johan Remen Evensen Anders Jacobsen | [ 88 ] |

### Snowboarding
| Konkurencja                       |                   | Złoto               |                   | Srebro               |                   | Brąz             | Źr.    |
| --------------------------------- | ----------------- | ------------------- | ----------------- | -------------------- | ----------------- | ---------------- | ------ |
| Halfpipe mężczyzn                 | Stany Zjednoczone | Shaun White         | Finlandia         | Peetu Piiroinen      | Stany Zjednoczone | Scotty Lago      | [ 89 ] |
| Slalom gigant równoległy mężczyzn | Kanada            | Jasey-Jay Anderson  | Austria           | Benjamin Karl        | Francja           | Mathieu Bozzetto | [ 90 ] |
| Snowboard cross mężczyzn          | Stany Zjednoczone | Seth Wescott        | Kanada            | Mike Robertson       | Francja           | Tony Ramoin      | [ 91 ] |
| Halfpipe kobiet                   | Australia         | Torah Bright        | Stany Zjednoczone | Hannah Teter         | Stany Zjednoczone | Kelly Clark      | [ 92 ] |
| Slalom gigant równoległy kobiet   | Holandia          | Nicolien Sauerbreij | Rosja             | Jekatierina Iluchina | Austria           | Marion Kreiner   | [ 93 ] |
| Snowboard cross kobiet            | Kanada            | Maëlle Ricker       | Francja           | Déborah Anthonioz    | Szwajcaria        | Olivia Nobs      | [ 94 ] |

## Klasyfikacje

### Klasyfikacja zawodników
Poniżej przedstawiono klasyfikację zawodników pod względem liczby zdobytych medali olimpijskich w Vancouver. Uwzględniono medale zdobyte we wszystkich konkurencjach. Wzięto pod uwagę najpierw liczbę złotych medali, następnie srebrnych, a na końcu brązowych. W przypadku, gdy dwóch lub więcej zawodników zdobyło tę samą liczbę medali wszystkich kolorów, wzięto pod uwagę porządek alfabetyczny.
| Miejsce | Zawodnik                | Państwo          | Dyscyplina            | Złoto | Srebro | Brąz | Razem |
| ------- | ----------------------- | ---------------- | --------------------- | ----- | ------ | ---- | ----- |
| 1.      | Petter Northug          | Norwegia         | biegi narciarskie     | 2     | 1      | 1    | 4     |
| 2.      | Lee Jung-su             | Korea Południowa | short track           | 2     | 1      | –    | 3     |
| 2.      | Emil Hegle Svendsen     | Norwegia         | biathlon              | 2     | 1      | –    | 3     |
| 4.      | Simon Ammann            | Szwajcaria       | skoki narciarskie     | 2     | –      | –    | 2     |
| 4.      | Charles Hamelin         | Kanada           | short track           | 2     | –      | –    | 2     |
| 4.      | Marcus Hellner          | Szwecja          | biegi narciarskie     | 2     | –      | –    | 2     |
| 7.      | Bode Miller             | USA              | narciarstwo alpejskie | 1     | 1      | 1    | 3     |
| 7.      | Aksel Lund Svindal      | Norwegia         | narciarstwo alpejskie | 1     | 1      | 1    | 3     |
| 9.      | Ole Einar Bjørndalen    | Norwegia         | biathlon              | 1     | 1      | –    | 2     |
| 9.      | Shani Davis             | USA              | łyżwiarstwo szybkie   | 1     | 1      | –    | 2     |
| 9.      | Bill Demong             | USA              | kombinacja norweska   | 1     | 1      | –    | 2     |
| 9.      | Kevin Kuske             | Niemcy           | bobsleje              | 1     | 1      | –    | 2     |
| 9.      | André Lange             | Niemcy           | bobsleje              | 1     | 1      | –    | 2     |
| 9.      | Lee Seung-hoon          | Korea Południowa | łyżwiarstwo szybkie   | 1     | 1      | –    | 2     |
| 9.      | Mo Tae-bum              | Korea Południowa | łyżwiarstwo szybkie   | 1     | 1      | –    | 2     |
| 16.     | Johan Olsson            | Szwecja          | biegi narciarskie     | 1     | –      | 2    | 3     |
| 16.     | Gregor Schlierenzauer   | Austria          | skoki narciarskie     | 1     | –      | 2    | 3     |
| 18.     | Bernhard Gruber         | Austria          | kombinacja norweska   | 1     | –      | 1    | 2     |
| 18.     | Vincent Jay             | Francja          | biathlon              | 1     | –      | 1    | 2     |
| 18.     | Sven Kramer             | Holandia         | łyżwiarstwo szybkie   | 1     | –      | 1    | 2     |
| 18.     | François-Louis Tremblay | Kanada           | short track           | 1     | –      | 1    | 2     |
| 18.     | Mark Tuitert            | Holandia         | łyżwiarstwo szybkie   | 1     | –      | 1    | 2     |
| 18.     | Jewgienij Ustiugow      | Rosja            | biathlon              | 1     | –      | 1    | 2     |
| 24.     | Jasey-Jay Anderson      | Kanada           | snowboarding          | 1     | –      | –    | 1     |
| 24.     | Guillaume Bastille      | Kanada           | short track           | 1     | –      | –    | 1     |
| 24.     | Patrice Bergeron        | Kanada           | hokej na lodzie       | 1     | –      | –    | 1     |
| 24.     | Alexandre Bilodeau      | Kanada           | narciarstwo dowolne   | 1     | –      | –    | 1     |
| 24.     | Tarjei Bø               | Norwegia         | biathlon              | 1     | –      | –    | 1     |
| 24.     | Dan Boyle               | Kanada           | hokej na lodzie       | 1     | –      | –    | 1     |
| 24.     | Martin Brodeur          | Kanada           | hokej na lodzie       | 1     | –      | –    | 1     |
| 24.     | Jason Lamy Chappuis     | Francja          | kombinacja norweska   | 1     | –      | –    | 1     |
| 24.     | Dario Cologna           | Szwajcaria       | biegi narciarskie     | 1     | –      | –    | 1     |
| 24.     | Sidney Crosby           | Kanada           | hokej na lodzie       | 1     | –      | –    | 1     |
| 24.     | Didier Défago           | Szwajcaria       | narciarstwo alpejskie | 1     | –      | –    | 1     |
| 24.     | Drew Doughty            | Kanada           | hokej na lodzie       | 1     | –      | –    | 1     |
| 24.     | Adam Enright            | Kanada           | curling               | 1     | –      | –    | 1     |
| 24.     | Björn Ferry             | Szwecja          | biathlon              | 1     | –      | –    | 1     |
| 24.     | Marc-André Fleury       | Kanada           | hokej na lodzie       | 1     | –      | –    | 1     |
| 24.     | Ryan Getzlaf            | Kanada           | hokej na lodzie       | 1     | –      | –    | 1     |
| 24.     | Mathieu Giroux          | Kanada           | łyżwiarstwo szybkie   | 1     | –      | –    | 1     |
| 24.     | Felix Gottwald          | Austria          | kombinacja norweska   | 1     | –      | –    | 1     |
| 24.     | François Hamelin        | Kanada           | short track           | 1     | –      | –    | 1     |
| 24.     | Halvard Hanevold        | Norwegia         | biathlon              | 1     | –      | –    | 1     |
| 24.     | Dany Heatley            | Kanada           | hokej na lodzie       | 1     | –      | –    | 1     |
| 24.     | Ben Hebert              | Kanada           | curling               | 1     | –      | –    | 1     |
| 24.     | Steven Holcomb          | USA              | bobsleje              | 1     | –      | –    | 1     |
| 24.     | Alaksiej Hryszyn        | Białoruś         | narciarstwo dowolne   | 1     | –      | –    | 1     |
| 24.     | Jarome Iginla           | Kanada           | hokej na lodzie       | 1     | –      | –    | 1     |
| 24.     | Carlo Janka             | Szwajcaria       | narciarstwo alpejskie | 1     | –      | –    | 1     |
| 24.     | Olivier Jean            | Kanada           | short track           | 1     | –      | –    | 1     |
| 24.     | Duncan Keith            | Kanada           | hokej na lodzie       | 1     | –      | –    | 1     |
| 24.     | Marc Kennedy            | Kanada           | curling               | 1     | –      | –    | 1     |
| 24.     | Andreas Kofler          | Austria          | skoki narciarskie     | 1     | –      | –    | 1     |
| 24.     | David Kreiner           | Austria          | kombinacja norweska   | 1     | –      | –    | 1     |
| 24.     | Nikita Kriukow          | Rosja            | biegi narciarskie     | 1     | –      | –    | 1     |
| 24.     | Andreas Linger          | Austria          | saneczkarstwo         | 1     | –      | –    | 1     |
| 24.     | Wolfgang Linger         | Austria          | saneczkarstwo         | 1     | –      | –    | 1     |
| 24.     | Felix Loch              | Niemcy           | saneczkarstwo         | 1     | –      | –    | 1     |
| 24.     | Wolfgang Loitzl         | Austria          | skoki narciarskie     | 1     | –      | –    | 1     |
| 24.     | Roberto Luongo          | Kanada           | hokej na lodzie       | 1     | –      | –    | 1     |
| 24.     | Evan Lysacek            | USA              | łyżwiarstwo figurowe  | 1     | –      | –    | 1     |
| 24.     | Lucas Makowsky          | Kanada           | łyżwiarstwo szybkie   | 1     | –      | –    | 1     |
| 24.     | Patrick Marleau         | Kanada           | hokej na lodzie       | 1     | –      | –    | 1     |
| 24.     | Kevin Martin            | Kanada           | curling               | 1     | –      | –    | 1     |
| 24.     | Steve Mesler            | USA              | bobsleje              | 1     | –      | –    | 1     |
| 24.     | Scott Moir              | Kanada           | łyżwiarstwo figurowe  | 1     | –      | –    | 1     |
| 24.     | Jon Montgomery          | Kanada           | skeleton              | 1     | –      | –    | 1     |
| 24.     | Thomas Morgenstern      | Austria          | skoki narciarskie     | 1     | –      | –    | 1     |
| 24.     | John Morris             | Kanada           | curling               | 1     | –      | –    | 1     |
| 24.     | Denny Morrison          | Kanada           | łyżwiarstwo szybkie   | 1     | –      | –    | 1     |
| 24.     | Brenden Morrow          | Kanada           | hokej na lodzie       | 1     | –      | –    | 1     |
| 24.     | Rick Nash               | Kanada           | hokej na lodzie       | 1     | –      | –    | 1     |
| 24.     | Scott Niedermayer       | Kanada           | hokej na lodzie       | 1     | –      | –    | 1     |
| 24.     | Justin Olsen            | USA              | bobsleje              | 1     | –      | –    | 1     |
| 24.     | Corey Perry             | Kanada           | hokej na lodzie       | 1     | –      | –    | 1     |
| 24.     | Øystein Pettersen       | Norwegia         | biegi narciarskie     | 1     | –      | –    | 1     |
| 24.     | Chris Pronger           | Kanada           | hokej na lodzie       | 1     | –      | –    | 1     |
| 24.     | Giuliano Razzoli        | Włochy           | narciarstwo alpejskie | 1     | –      | –    | 1     |
| 24.     | Mike Richards           | Kanada           | hokej na lodzie       | 1     | –      | –    | 1     |
| 24.     | Daniel Richardsson      | Szwecja          | biegi narciarskie     | 1     | –      | –    | 1     |
| 24.     | Michael Schmid          | Szwajcaria       | narciarstwo dowolne   | 1     | –      | –    | 1     |
| 24.     | Brent Seabrook          | Kanada           | hokej na lodzie       | 1     | –      | –    | 1     |
| 24.     | Anders Södergren        | Szwecja          | biegi narciarskie     | 1     | –      | –    | 1     |
| 24.     | Eric Staal              | Kanada           | hokej na lodzie       | 1     | –      | –    | 1     |
| 24.     | Mario Stecher           | Austria          | kombinacja norweska   | 1     | –      | –    | 1     |
| 24.     | Joe Thornton            | Kanada           | hokej na lodzie       | 1     | –      | –    | 1     |
| 24.     | Jonathan Toews          | Kanada           | hokej na lodzie       | 1     | –      | –    | 1     |
| 24.     | Curtis Tomasevicz       | USA              | bobsleje              | 1     | –      | –    | 1     |
| 24.     | Shea Weber              | Kanada           | hokej na lodzie       | 1     | –      | –    | 1     |
| 24.     | Seth Wescott            | USA              | snowboarding          | 1     | –      | –    | 1     |
| 24.     | Shaun White             | USA              | snowboarding          | 1     | –      | –    | 1     |
| 24.     | Zhao Hongbo             | ChRL             | łyżwiarstwo figurowe  | 1     | –      | –    | 1     |
| 93.     | Johnny Spillane         | USA              | kombinacja norweska   | –     | 3      | –    | 3     |
| 94.     | Ivica Kostelić          | Chorwacja        | narciarstwo alpejskie | –     | 2      | –    | 2     |
| 94.     | Lee Ho-suk              | Korea Południowa | short track           | –     | 2      | –    | 2     |
| 94.     | Adam Małysz             | Polska           | skoki narciarskie     | –     | 2      | –    | 2     |
| 94.     | Christoph Sumann        | Austria          | biathlon              | –     | 2      | –    | 2     |
| 94.     | Sung Si-bak             | Korea Południowa | short track           | –     | 2      | –    | 2     |
| 94.     | Axel Teichmann          | Niemcy           | biegi narciarskie     | –     | 2      | –    | 2     |
| 100.    | Apolo Ohno              | USA              | short track           | –     | 1      | 2    | 3     |
| 101.    | Chad Hedrick            | USA              | łyżwiarstwo szybkie   | –     | 1      | 1    | 2     |
| 101.    | Iwan Skobriew           | Rosja            | łyżwiarstwo szybkie   | –     | 1      | 1    | 2     |
| 103.    | Richard Adjei           | Niemcy           | bobsleje              | –     | 1      | –    | 1     |
| 103.    | Tobias Angerer          | Niemcy           | biegi narciarskie     | –     | 1      | –    | 1     |
| 103.    | David Backes            | USA              | hokej na lodzie       | –     | 1      | –    | 1     |
| 103.    | Dale Begg-Smith         | Australia        | narciarstwo dowolne   | –     | 1      | –    | 1     |
| 103.    | Lars Berger             | Norwegia         | biegi narciarskie     | –     | 1      | –    | 1     |
| 103.    | Dustin Brown            | USA              | hokej na lodzie       | –     | 1      | –    | 1     |
| 103.    | Ryan Callahan           | USA              | hokej na lodzie       | –     | 1      | –    | 1     |
| 103.    | Brett Camerota          | USA              | kombinacja norweska   | –     | 1      | –    | 1     |
| 103.    | Pietro Piller Cottrer   | Włochy           | biegi narciarskie     | –     | 1      | –    | 1     |
| 103.    | Chris Drury             | USA              | hokej na lodzie       | –     | 1      | –    | 1     |
| 103.    | Martins Dukurs          | Łotwa            | skeleton              | –     | 1      | –    | 1     |
| 103.    | Simon Eder              | Austria          | biathlon              | –     | 1      | –    | 1     |
| 103.    | Thomas Florschütz       | Niemcy           | bobsleje              | –     | 1      | –    | 1     |
| 103.    | Martin Fourcade         | Francja          | biathlon              | –     | 1      | –    | 1     |
| 103.    | Tim Gleason             | USA              | hokej na lodzie       | –     | 1      | –    | 1     |
| 103.    | Brian Hansen            | USA              | łyżwiarstwo szybkie   | –     | 1      | –    | 1     |
| 103.    | Odd-Bjørn Hjelmeset     | Norwegia         | biegi narciarskie     | –     | 1      | –    | 1     |
| 103.    | Kjetil Jansrud          | Norwegia         | narciarstwo alpejskie | –     | 1      | –    | 1     |
| 103.    | Erik Johnson            | USA              | hokej na lodzie       | –     | 1      | –    | 1     |
| 103.    | Jack Johnson            | USA              | hokej na lodzie       | –     | 1      | –    | 1     |
| 103.    | Patrick Kane            | USA              | hokej na lodzie       | –     | 1      | –    | 1     |
| 103.    | Benjamin Karl           | Austria          | snowboarding          | –     | 1      | –    | 1     |
| 103.    | Ryan Kesler             | USA              | hokej na lodzie       | –     | 1      | –    | 1     |
| 103.    | Phil Kessel             | USA              | hokej na lodzie       | –     | 1      | –    | 1     |
| 103.    | Kim Seoung-il           | Korea Południowa | short track           | –     | 1      | –    | 1     |
| 103.    | Jonathan Kuck           | USA              | łyżwiarstwo szybkie   | –     | 1      | –    | 1     |
| 103.    | Kwak Yoon-gy            | Korea Południowa | short track           | –     | 1      | –    | 1     |
| 103.    | Dominik Landertinger    | Austria          | biathlon              | –     | 1      | –    | 1     |
| 103.    | Jamie Langenbrunner     | USA              | hokej na lodzie       | –     | 1      | –    | 1     |
| 103.    | Todd Lodwick            | USA              | kombinacja norweska   | –     | 1      | –    | 1     |
| 103.    | Thomas Løvold           | Norwegia         | curling               | –     | 1      | –    | 1     |
| 103.    | Ryan Malone             | USA              | hokej na lodzie       | –     | 1      | –    | 1     |
| 103.    | Trevor Marsicano        | USA              | łyżwiarstwo szybkie   | –     | 1      | –    | 1     |
| 103.    | Andreas Matt            | Austria          | narciarstwo dowolne   | –     | 1      | –    | 1     |
| 103.    | Daniel Mesotitsch       | Austria          | biathlon              | –     | 1      | –    | 1     |
| 103.    | Ryan Miller             | USA              | hokej na lodzie       | –     | 1      | –    | 1     |
| 103.    | David Möller            | Niemcy           | saneczkarstwo         | –     | 1      | –    | 1     |
| 103.    | Keiichirō Nagashima     | Japonia          | łyżwiarstwo szybkie   | –     | 1      | –    | 1     |
| 103.    | Torger Nergård          | Norwegia         | curling               | –     | 1      | –    | 1     |
| 103.    | Michael Neumayer        | Niemcy           | skoki narciarskie     | –     | 1      | –    | 1     |
| 103.    | Siarhiej Nowikau        | Białoruś         | biathlon              | –     | 1      | –    | 1     |
| 103.    | Brooks Orpik            | USA              | hokej na lodzie       | –     | 1      | –    | 1     |
| 103.    | Aleksandr Panżynski     | Rosja            | biegi narciarskie     | –     | 1      | –    | 1     |
| 103.    | Zach Parise             | USA              | hokej na lodzie       | –     | 1      | –    | 1     |
| 103.    | Joe Pavelski            | USA              | hokej na lodzie       | –     | 1      | –    | 1     |
| 103.    | Jeret Peterson          | USA              | narciarstwo dowolne   | –     | 1      | –    | 1     |
| 103.    | Håvard Vad Petersson    | Norwegia         | curling               | –     | 1      | –    | 1     |
| 103.    | Peetu Piiroinen         | Finlandia        | snowboarding          | –     | 1      | –    | 1     |
| 103.    | Jewgienij Pluszczenko   | Rosja            | łyżwiarstwo figurowe  | –     | 1      | –    | 1     |
| 103.    | Martin Putze            | Niemcy           | bobsleje              | –     | 1      | –    | 1     |
| 103.    | Jonathan Quick          | USA              | hokej na lodzie       | –     | 1      | –    | 1     |
| 103.    | Brian Rafalski          | USA              | hokej na lodzie       | –     | 1      | –    | 1     |
| 103.    | Mike Robertson          | Kanada           | snowboarding          | –     | 1      | –    | 1     |
| 103.    | Alexander Rödiger       | Niemcy           | bobsleje              | –     | 1      | –    | 1     |
| 103.    | Bobby Ryan              | USA              | hokej na lodzie       | –     | 1      | –    | 1     |
| 103.    | Martin Schmitt          | Niemcy           | skoki narciarskie     | –     | 1      | –    | 1     |
| 103.    | Andris Šics             | Łotwa            | saneczkarstwo         | –     | 1      | –    | 1     |
| 103.    | Juris Šics              | Łotwa            | saneczkarstwo         | –     | 1      | –    | 1     |
| 103.    | Paul Stastny            | USA              | hokej na lodzie       | –     | 1      | –    | 1     |
| 103.    | Martin Johnsrud Sundby  | Norwegia         | biegi narciarskie     | –     | 1      | –    | 1     |
| 103.    | Ryan Suter              | USA              | hokej na lodzie       | –     | 1      | –    | 1     |
| 103.    | Christoffer Svae        | Norwegia         | curling               | –     | 1      | –    | 1     |
| 103.    | Tim Thomas              | USA              | hokej na lodzie       | –     | 1      | –    | 1     |
| 103.    | Tong Jian               | ChRL             | łyżwiarstwo figurowe  | –     | 1      | –    | 1     |
| 103.    | Tim Tscharnke           | Niemcy           | biegi narciarskie     | –     | 1      | –    | 1     |
| 103.    | Michael Uhrmann         | Niemcy           | skoki narciarskie     | –     | 1      | –    | 1     |
| 103.    | Thomas Ulsrud           | Norwegia         | curling               | –     | 1      | –    | 1     |
| 103.    | Andreas Wank            | Niemcy           | skoki narciarskie     | –     | 1      | –    | 1     |
| 103.    | Charlie White           | USA              | łyżwiarstwo figurowe  | –     | 1      | –    | 1     |
| 103.    | Ryan Whitney            | USA              | hokej na lodzie       | –     | 1      | –    | 1     |
| 173.    | Lukáš Bauer             | Czechy           | biegi narciarskie     | –     | –      | 2    | 2     |
| 173.    | John Robert Celski      | USA              | short track           | –     | –      | 2    | 2     |
| 175.    | Niklas Bäckström        | Finlandia        | hokej na lodzie       | –     | –      | 1    | 1     |
| 175.    | Anders Bardal           | Norwegia         | skoki narciarskie     | –     | –      | 1    | 1     |
| 175.    | Chris le Bihan          | Kanada           | bobsleje              | –     | –      | 1    | 1     |
| 175.    | David Bissett           | Kanada           | bobsleje              | –     | –      | 1    | 1     |
| 175.    | Jan Blokhuijsen         | Holandia         | łyżwiarstwo szybkie   | –     | –      | 1    | 1     |
| 175.    | Håvard Bøkko            | Norwegia         | łyżwiarstwo szybkie   | –     | –      | 1    | 1     |
| 175.    | Mathieu Bozzetto        | Francja          | snowboarding          | –     | –      | 1    | 1     |
| 175.    | Lascelles Brown         | Kanada           | bobsleje              | –     | –      | 1    | 1     |
| 175.    | Simon Cho               | USA              | short track           | –     | –      | 1    | 1     |
| 175.    | Iwan Czeriezow          | Rosja            | biathlon              | –     | –      | 1    | 1     |
| 175.    | Maksim Czudow           | Rosja            | biathlon              | –     | –      | 1    | 1     |
| 175.    | Tino Edelmann           | Niemcy           | kombinacja norweska   | –     | –      | 1    | 1     |
| 175.    | Markus Eggler           | Szwajcaria       | curling               | –     | –      | 1    | 1     |
| 175.    | Johan Remen Evensen     | Norwegia         | skoki narciarskie     | –     | –      | 1    | 1     |
| 175.    | Jakov Fak               | Chorwacja        | biathlon              | –     | –      | 1    | 1     |
| 175.    | Valtteri Filppula       | Finlandia        | hokej na lodzie       | –     | –      | 1    | 1     |
| 175.    | Eric Frenzel            | Niemcy           | kombinacja norweska   | –     | –      | 1    | 1     |
| 175.    | Audun Grønvold          | Norwegia         | narciarstwo dowolne   | –     | –      | 1    | 1     |
| 175.    | Niklas Hagman           | Finlandia        | hokej na lodzie       | –     | –      | 1    | 1     |
| 175.    | Jan Hauser              | Szwajcaria       | curling               | –     | –      | 1    | 1     |
| 175.    | Tom Hilde               | Norwegia         | skoki narciarskie     | –     | –      | 1    | 1     |
| 175.    | Pavol Hurajt            | Słowacja         | biathlon              | –     | –      | 1    | 1     |
| 175.    | Jarkko Immonen          | Finlandia        | hokej na lodzie       | –     | –      | 1    | 1     |
| 175.    | Anders Jacobsen         | Norwegia         | skoki narciarskie     | –     | –      | 1    | 1     |
| 175.    | Martin Jakš             | Czechy           | biegi narciarskie     | –     | –      | 1    | 1     |
| 175.    | Travis Jayner           | USA              | short track           | –     | –      | 1    | 1     |
| 175.    | Olli Jokinen            | Finlandia        | hokej na lodzie       | –     | –      | 1    | 1     |
| 175.    | Bob de Jong             | Holandia         | łyżwiarstwo szybkie   | –     | –      | 1    | 1     |
| 175.    | Niko Kapanen            | Finlandia        | hokej na lodzie       | –     | –      | 1    | 1     |
| 175.    | Jōji Katō               | Japonia          | łyżwiarstwo szybkie   | –     | –      | 1    | 1     |
| 175.    | Miikka Kiprusoff        | Finlandia        | hokej na lodzie       | –     | –      | 1    | 1     |
| 175.    | Björn Kircheisen        | Niemcy           | kombinacja norweska   | –     | –      | 1    | 1     |
| 175.    | Mikko Koivu             | Finlandia        | hokej na lodzie       | –     | –      | 1    | 1     |
| 175.    | Saku Koivu              | Finlandia        | hokej na lodzie       | –     | –      | 1    | 1     |
| 175.    | Martin Koukal           | Czechy           | biegi narciarskie     | –     | –      | 1    | 1     |
| 175.    | Simon Kuipers           | Holandia         | łyżwiarstwo szybkie   | –     | –      | 1    | 1     |
| 175.    | Lasse Kukkonen          | Finlandia        | hokej na lodzie       | –     | –      | 1    | 1     |
| 175.    | Scotty Lago             | USA              | snowboarding          | –     | –      | 1    | 1     |
| 175.    | Jere Lehtinen           | Finlandia        | hokej na lodzie       | –     | –      | 1    | 1     |
| 175.    | Patric Leitner          | Niemcy           | saneczkarstwo         | –     | –      | 1    | 1     |
| 175.    | Sami Lepistö            | Finlandia        | hokej na lodzie       | –     | –      | 1    | 1     |
| 175.    | Liu Zhongqing           | ChRL             | narciarstwo dowolne   | –     | –      | 1    | 1     |
| 175.    | Toni Lydman             | Finlandia        | hokej na lodzie       | –     | –      | 1    | 1     |
| 175.    | Jiří Magál              | Czechy           | biegi narciarskie     | –     | –      | 1    | 1     |
| 175.    | Jordan Malone           | USA              | short track           | –     | –      | 1    | 1     |
| 175.    | Antti Miettinen         | Finlandia        | hokej na lodzie       | –     | –      | 1    | 1     |
| 175.    | Nikołaj Moriłow         | Rosja            | biegi narciarskie     | –     | –      | 1    | 1     |
| 175.    | Toni Müller             | Szwajcaria       | curling               | –     | –      | 1    | 1     |
| 175.    | André Myhrer            | Szwecja          | narciarstwo alpejskie | –     | –      | 1    | 1     |
| 175.    | Antero Niittymäki       | Finlandia        | hokej na lodzie       | –     | –      | 1    | 1     |
| 175.    | Janne Niskala           | Finlandia        | hokej na lodzie       | –     | –      | 1    | 1     |
| 175.    | Ville Peltonen          | Finlandia        | hokej na lodzie       | –     | –      | 1    | 1     |
| 175.    | Aleksiej Pietuchow      | Rosja            | biegi narciarskie     | –     | –      | 1    | 1     |
| 175.    | Joni Pitkänen           | Finlandia        | hokej na lodzie       | –     | –      | 1    | 1     |
| 175.    | Alessandro Pittin       | Włochy           | kombinacja norweska   | –     | –      | 1    | 1     |
| 175.    | Tony Ramoin             | Francja          | snowboarding          | –     | –      | 1    | 1     |
| 175.    | Alexander Resch         | Niemcy           | saneczkarstwo         | –     | –      | 1    | 1     |
| 175.    | Lyndon Rush             | Kanada           | bobsleje              | –     | –      | 1    | 1     |
| 175.    | Jarkko Ruutu            | Finlandia        | hokej na lodzie       | –     | –      | 1    | 1     |
| 175.    | Tuomo Ruutu             | Finlandia        | hokej na lodzie       | –     | –      | 1    | 1     |
| 175.    | Johannes Rydzek         | Niemcy           | kombinacja norweska   | –     | –      | 1    | 1     |
| 175.    | Sami Salo               | Finlandia        | hokej na lodzie       | –     | –      | 1    | 1     |
| 175.    | Teemu Selänne           | Finlandia        | hokej na lodzie       | –     | –      | 1    | 1     |
| 175.    | Ralph Stöckli           | Szwajcaria       | curling               | –     | –      | 1    | 1     |
| 175.    | Simon Strübin           | Szwajcaria       | curling               | –     | –      | 1    | 1     |
| 175.    | Maksim Szabalin         | Rosja            | łyżwiarstwo figurowe  | –     | –      | 1    | 1     |
| 175.    | Robin Szolkowy          | Niemcy           | łyżwiarstwo figurowe  | –     | –      | 1    | 1     |
| 175.    | Anton Szypulin          | Rosja            | biathlon              | –     | –      | 1    | 1     |
| 175.    | Daisuke Takahashi       | Japonia          | łyżwiarstwo figurowe  | –     | –      | 1    | 1     |
| 175.    | Kimmo Timonen           | Finlandia        | hokej na lodzie       | –     | –      | 1    | 1     |
| 175.    | Aleksandr Trietjakow    | Rosja            | skeleton              | –     | –      | 1    | 1     |
| 175.    | Andrew Weibrecht        | USA              | narciarstwo alpejskie | –     | –      | 1    | 1     |
| 175.    | Bryon Wilson            | USA              | narciarstwo dowolne   | –     | –      | 1    | 1     |
| 175.    | Aleksiej Wojewoda       | Rosja            | bobsleje              | –     | –      | 1    | 1     |
| 175.    | Armin Zöggeler          | Włochy           | saneczkarstwo         | –     | –      | 1    | 1     |
| 175.    | Aleksandr Zubkow        | Rosja            | bobsleje              | –     | –      | 1    | 1     |
| 175.    | Silvan Zurbriggen       | Szwajcaria       | narciarstwo alpejskie | –     | –      | 1    | 1     |

### Klasyfikacja zawodniczek
Poniżej przedstawiono klasyfikację zawodniczek pod względem liczby zdobytych medali olimpijskich w Vancouver. Uwzględniono medale zdobyte we wszystkich konkurencjach. Wzięto pod uwagę najpierw liczbę złotych medali, następnie srebrnych, a na końcu brązowych. W przypadku, gdy dwie lub więcej zawodniczek zdobyło tę samą liczbę medali wszystkich kolorów, wzięto pod uwagę porządek alfabetyczny.
| Miejsce | Zawodniczka              | Państwo          | Dyscyplina            | Złoto | Srebro | Brąz | Razem |
| ------- | ------------------------ | ---------------- | --------------------- | ----- | ------ | ---- | ----- |
| 1.      | Marit Bjørgen            | Norwegia         | biegi narciarskie     | 3     | 1      | 1    | 5     |
| 2.      | Wang Meng                | ChRL             | short track           | 3     | –      | –    | 3     |
| 3.      | Magdalena Neuner         | Niemcy           | biathlon              | 2     | 1      | –    | 3     |
| 4.      | Martina Sáblíková        | Czechy           | łyżwiarstwo szybkie   | 2     | –      | 1    | 3     |
| 5.      | Maria Riesch             | Niemcy           | narciarstwo alpejskie | 2     | –      | –    | 2     |
| 5.      | Zhou Yang                | ChRL             | short track           | 2     | –      | –    | 2     |
| 7.      | Stephanie Beckert        | Niemcy           | łyżwiarstwo szybkie   | 1     | 2      | –    | 3     |
| 8.      | Justyna Kowalczyk        | Polska           | biegi narciarskie     | 1     | 1      | 1    | 3     |
| 9.      | Charlotte Kalla          | Szwecja          | biegi narciarskie     | 1     | 1      | –    | 2     |
| 9.      | Anastasija Kuźmina       | Słowacja         | biathlon              | 1     | 1      | –    | 2     |
| 9.      | Claudia Nystad           | Niemcy           | biegi narciarskie     | 1     | 1      | –    | 2     |
| 9.      | Evi Sachenbacher-Stehle  | Niemcy           | biegi narciarskie     | 1     | 1      | –    | 2     |
| 9.      | Olga Zajcewa             | Rosja            | biathlon              | 1     | 1      | –    | 2     |
| 14.     | Lindsey Vonn             | USA              | narciarstwo alpejskie | 1     | –      | 1    | 2     |
| 15.     | Meghan Agosta            | Kanada           | hokej na lodzie       | 1     | –      | –    | 1     |
| 15.     | Daniela Anschütz-Thoms   | Niemcy           | łyżwiarstwo szybkie   | 1     | –      | –    | 1     |
| 15.     | Gillian Apps             | Kanada           | hokej na lodzie       | 1     | –      | –    | 1     |
| 15.     | Tora Berger              | Norwegia         | biathlon              | 1     | –      | –    | 1     |
| 15.     | Kajsa Bergström          | Szwecja          | curling               | 1     | –      | –    | 1     |
| 15.     | Anna Bogalij-Titowiec    | Rosja            | biathlon              | 1     | –      | –    | 1     |
| 15.     | Tessa Bonhomme           | Kanada           | hokej na lodzie       | 1     | –      | –    | 1     |
| 15.     | Jennifer Botterill       | Kanada           | hokej na lodzie       | 1     | –      | –    | 1     |
| 15.     | Torah Bright             | Australia        | snowboarding          | 1     | –      | –    | 1     |
| 15.     | Andrea Fischbacher       | Austria          | narciarstwo alpejskie | 1     | –      | –    | 1     |
| 15.     | Anni Friesinger-Postma   | Niemcy           | łyżwiarstwo szybkie   | 1     | –      | –    | 1     |
| 15.     | Jayna Hefford            | Kanada           | hokej na lodzie       | 1     | –      | –    | 1     |
| 15.     | Tatjana Hüfner           | Niemcy           | saneczkarstwo         | 1     | –      | –    | 1     |
| 15.     | Kaillie Humphries        | Kanada           | bobsleje              | 1     | –      | –    | 1     |
| 15.     | Haley Irwin              | Kanada           | hokej na lodzie       | 1     | –      | –    | 1     |
| 15.     | Therese Johaug           | Norwegia         | biegi narciarskie     | 1     | –      | –    | 1     |
| 15.     | Rebecca Johnston         | Kanada           | hokej na lodzie       | 1     | –      | –    | 1     |
| 15.     | Hannah Kearney           | USA              | narciarstwo dowolne   | 1     | –      | –    | 1     |
| 15.     | Becky Kellar             | Kanada           | hokej na lodzie       | 1     | –      | –    | 1     |
| 15.     | Kim Yu-na                | Korea Południowa | łyżwiarstwo figurowe  | 1     | –      | –    | 1     |
| 15.     | Gina Kingsbury           | Kanada           | hokej na lodzie       | 1     | –      | –    | 1     |
| 15.     | Charline Labonté         | Kanada           | hokej na lodzie       | 1     | –      | –    | 1     |
| 15.     | Lydia Lassila            | Australia        | narciarstwo dowolne   | 1     | –      | –    | 1     |
| 15.     | Anna Le Moine            | Szwecja          | curling               | 1     | –      | –    | 1     |
| 15.     | Lee Sang-hwa             | Korea Południowa | łyżwiarstwo szybkie   | 1     | –      | –    | 1     |
| 15.     | Cathrine Lindahl         | Szwecja          | curling               | 1     | –      | –    | 1     |
| 15.     | Eva Lund                 | Szwecja          | curling               | 1     | –      | –    | 1     |
| 15.     | Carla MacLeod            | Kanada           | hokej na lodzie       | 1     | –      | –    | 1     |
| 15.     | Katrin Mattscherodt      | Niemcy           | łyżwiarstwo szybkie   | 1     | –      | –    | 1     |
| 15.     | Ashleigh McIvor          | Kanada           | narciarstwo dowolne   | 1     | –      | –    | 1     |
| 15.     | Olga Miedwiedcewa        | Rosja            | biathlon              | 1     | –      | –    | 1     |
| 15.     | Meaghan Mikkelson        | Kanada           | hokej na lodzie       | 1     | –      | –    | 1     |
| 15.     | Heather Moyse            | Kanada           | bobsleje              | 1     | –      | –    | 1     |
| 15.     | Christine Nesbitt        | Kanada           | łyżwiarstwo szybkie   | 1     | –      | –    | 1     |
| 15.     | Anette Norberg           | Szwecja          | curling               | 1     | –      | –    | 1     |
| 15.     | Caroline Ouellette       | Kanada           | hokej na lodzie       | 1     | –      | –    | 1     |
| 15.     | Cherie Piper             | Kanada           | hokej na lodzie       | 1     | –      | –    | 1     |
| 15.     | Marie-Philip Poulin      | Kanada           | hokej na lodzie       | 1     | –      | –    | 1     |
| 15.     | Viktoria Rebensburg      | Niemcy           | narciarstwo alpejskie | 1     | –      | –    | 1     |
| 15.     | Maëlle Ricker            | Kanada           | snowboarding          | 1     | –      | –    | 1     |
| 15.     | Nicolien Sauerbreij      | Holandia         | snowboarding          | 1     | –      | –    | 1     |
| 15.     | Shen Xue                 | ChRL             | łyżwiarstwo figurowe  | 1     | –      | –    | 1     |
| 15.     | Vibeke Skofterud         | Norwegia         | biegi narciarskie     | 1     | –      | –    | 1     |
| 15.     | Swietłana Slepcowa       | Rosja            | biathlon              | 1     | –      | –    | 1     |
| 15.     | Colleen Sostorics        | Kanada           | hokej na lodzie       | 1     | –      | –    | 1     |
| 15.     | Kristin Størmer Steira   | Norwegia         | biegi narciarskie     | 1     | –      | –    | 1     |
| 15.     | Kim St-Pierre            | Kanada           | hokej na lodzie       | 1     | –      | –    | 1     |
| 15.     | Sun Linlin               | ChRL             | short track           | 1     | –      | –    | 1     |
| 15.     | Shannon Szabados         | Kanada           | hokej na lodzie       | 1     | –      | –    | 1     |
| 15.     | Sarah Vaillancourt       | Kanada           | hokej na lodzie       | 1     | –      | –    | 1     |
| 15.     | Tessa Virtue             | Kanada           | łyżwiarstwo figurowe  | 1     | –      | –    | 1     |
| 15.     | Catherine Ward           | Kanada           | hokej na lodzie       | 1     | –      | –    | 1     |
| 15.     | Hayley Wickenheiser      | Kanada           | hokej na lodzie       | 1     | –      | –    | 1     |
| 15.     | Amy Williams             | Wielka Brytania  | skeleton              | 1     | –      | –    | 1     |
| 15.     | Ireen Wüst               | Holandia         | łyżwiarstwo szybkie   | 1     | –      | –    | 1     |
| 15.     | Zhang Hui                | ChRL             | short track           | 1     | –      | –    | 1     |
| 71.     | Anna Haag                | Szwecja          | biegi narciarskie     | –     | 2      | –    | 2     |
| 71.     | Julia Mancuso            | USA              | narciarstwo alpejskie | –     | 2      | –    | 2     |
| 71.     | Tina Maze                | Słowenia         | narciarstwo alpejskie | –     | 2      | –    | 2     |
| 71.     | Marianne St-Gelais       | Kanada           | short track           | –     | 2      | –    | 2     |
| 75.     | Marie-Laure Brunet       | Francja          | biathlon              | –     | 1      | 1    | 2     |
| 75.     | Kristina Groves          | Kanada           | łyżwiarstwo szybkie   | –     | 1      | 1    | 2     |
| 75.     | Marie Dorin Habert       | Francja          | biathlon              | –     | 1      | 1    | 2     |
| 75.     | Katherine Reutter        | USA              | short track           | –     | 1      | 1    | 2     |
| 79.     | Déborah Anthonioz        | Francja          | snowboarding          | –     | 1      | –    | 1     |
| 79.     | Mao Asada                | Japonia          | łyżwiarstwo figurowe  | –     | 1      | –    | 1     |
| 79.     | Sandrine Bailly          | Francja          | biathlon              | –     | 1      | –    | 1     |
| 79.     | Cori Bartel              | Kanada           | curling               | –     | 1      | –    | 1     |
| 79.     | Sylvie Becaert           | Francja          | biathlon              | –     | 1      | –    | 1     |
| 79.     | Kacey Bellamy            | USA              | hokej na lodzie       | –     | 1      | –    | 1     |
| 79.     | Cheryl Bernard           | Kanada           | curling               | –     | 1      | –    | 1     |
| 79.     | Hedda Berntsen           | Norwegia         | narciarstwo dowolne   | –     | 1      | –    | 1     |
| 79.     | Shelley-Ann Brown        | Kanada           | bobsleje              | –     | 1      | –    | 1     |
| 79.     | Caitlin Cahow            | USA              | hokej na lodzie       | –     | 1      | –    | 1     |
| 79.     | Lisa Chesson             | USA              | hokej na lodzie       | –     | 1      | –    | 1     |
| 79.     | Jelena Chrustalowa       | Kazachstan       | biathlon              | –     | 1      | –    | 1     |
| 79.     | Julie Chu                | USA              | hokej na lodzie       | –     | 1      | –    | 1     |
| 79.     | Carolyn Darbyshire       | Kanada           | curling               | –     | 1      | –    | 1     |
| 79.     | Natalie Darwitz          | USA              | hokej na lodzie       | –     | 1      | –    | 1     |
| 79.     | Meryl Davis              | USA              | łyżwiarstwo figurowe  | –     | 1      | –    | 1     |
| 79.     | Meghan Duggan            | USA              | hokej na lodzie       | –     | 1      | –    | 1     |
| 79.     | Molly Engstrom           | USA              | hokej na lodzie       | –     | 1      | –    | 1     |
| 79.     | Annette Gerritsen        | Holandia         | łyżwiarstwo szybkie   | –     | 1      | –    | 1     |
| 79.     | Miriam Gössner           | Niemcy           | biegi narciarskie     | –     | 1      | –    | 1     |
| 79.     | Jessica Gregg            | Kanada           | short track           | –     | 1      | –    | 1     |
| 79.     | Jennifer Heil            | Kanada           | narciarstwo dowolne   | –     | 1      | –    | 1     |
| 79.     | Masako Hozumi            | Japonia          | łyżwiarstwo szybkie   | –     | 1      | –    | 1     |
| 79.     | Jekatierina Iluchina     | Rosja            | snowboarding          | –     | 1      | –    | 1     |
| 79.     | Hilary Knight            | USA              | hokej na lodzie       | –     | 1      | –    | 1     |
| 79.     | Nao Kodaira              | Japonia          | łyżwiarstwo szybkie   | –     | 1      | –    | 1     |
| 79.     | Jocelyne Lamoureux       | USA              | hokej na lodzie       | –     | 1      | –    | 1     |
| 79.     | Monique Lamoureux        | USA              | hokej na lodzie       | –     | 1      | –    | 1     |
| 79.     | Erika Lawler             | USA              | hokej na lodzie       | –     | 1      | –    | 1     |
| 79.     | Lee Eun-byul             | Korea Południowa | short track           | –     | 1      | –    | 1     |
| 79.     | Li Nina                  | ChRL             | narciarstwo dowolne   | –     | 1      | –    | 1     |
| 79.     | Gisele Marvin            | USA              | hokej na lodzie       | –     | 1      | –    | 1     |
| 79.     | Brianne McLaughlin       | USA              | hokej na lodzie       | –     | 1      | –    | 1     |
| 79.     | Kristie Moore            | Kanada           | curling               | –     | 1      | –    | 1     |
| 79.     | Susan O’Connor           | Kanada           | curling               | –     | 1      | –    | 1     |
| 79.     | Pang Qing                | ChRL             | łyżwiarstwo figurowe  | –     | 1      | –    | 1     |
| 79.     | Nina Reithmayer          | Austria          | saneczkarstwo         | –     | 1      | –    | 1     |
| 79.     | Kalyna Roberge           | Kanada           | short track           | –     | 1      | –    | 1     |
| 79.     | Angela Ruggiero          | USA              | hokej na lodzie       | –     | 1      | –    | 1     |
| 79.     | Molly Schaus             | USA              | hokej na lodzie       | –     | 1      | –    | 1     |
| 79.     | Marlies Schild           | Austria          | narciarstwo alpejskie | –     | 1      | –    | 1     |
| 79.     | Jenny Schmidgall-Potter  | USA              | hokej na lodzie       | –     | 1      | –    | 1     |
| 79.     | Kristina Šmigun-Vähi     | Estonia          | biegi narciarskie     | –     | 1      | –    | 1     |
| 79.     | Kelli Stack              | USA              | hokej na lodzie       | –     | 1      | –    | 1     |
| 79.     | Kerstin Szymkowiak       | Niemcy           | skeleton              | –     | 1      | –    | 1     |
| 79.     | Maki Tabata              | Japonia          | łyżwiarstwo szybkie   | –     | 1      | –    | 1     |
| 79.     | Hannah Teter             | USA              | snowboarding          | –     | 1      | –    | 1     |
| 79.     | Karen Thatcher           | USA              | hokej na lodzie       | –     | 1      | –    | 1     |
| 79.     | Helen Upperton           | Kanada           | bobsleje              | –     | 1      | –    | 1     |
| 79.     | Jessie Vetter            | USA              | hokej na lodzie       | –     | 1      | –    | 1     |
| 79.     | Tania Vicent             | Kanada           | short track           | –     | 1      | –    | 1     |
| 79.     | Kerry Weiland            | USA              | hokej na lodzie       | –     | 1      | –    | 1     |
| 79.     | Jenny Wolf               | Niemcy           | łyżwiarstwo szybkie   | –     | 1      | –    | 1     |
| 79.     | Jinelle Zaugg-Siergiej   | USA              | hokej na lodzie       | –     | 1      | –    | 1     |
| 79.     | Katrin Zeller            | Niemcy           | biegi narciarskie     | –     | 1      | –    | 1     |
| 134.    | Elisabeth Görgl          | Austria          | narciarstwo alpejskie | –     | –      | 2    | 2     |
| 134.    | Simone Hauswald          | Niemcy           | biathlon              | –     | –      | 2    | 2     |
| 134.    | Park Seung-hi            | Korea Południowa | short track           | –     | –      | 2    | 2     |
| 134.    | Aino-Kaisa Saarinen      | Finlandia        | biegi narciarskie     | –     | –      | 2    | 2     |
| 138.    | Katarzyna Bachleda-Curuś | Polska           | łyżwiarstwo szybkie   | –     | –      | 1    | 1     |
| 138.    | Shannon Bahrke           | USA              | narciarstwo dowolne   | –     | –      | 1    | 1     |
| 138.    | Allison Baver            | USA              | short track           | –     | –      | 1    | 1     |
| 138.    | Martina Beck             | Niemcy           | biathlon              | –     | –      | 1    | 1     |
| 138.    | Irina Chazowa            | Rosja            | biegi narciarskie     | –     | –      | 1    | 1     |
| 138.    | Kelly Clark              | USA              | snowboarding          | –     | –      | 1    | 1     |
| 138.    | Kimberly Derrick         | USA              | short track           | –     | –      | 1    | 1     |
| 138.    | Oksana Domnina           | Rosja            | łyżwiarstwo figurowe  | –     | –      | 1    | 1     |
| 138.    | Darja Domraczewa         | Białoruś         | biathlon              | –     | –      | 1    | 1     |
| 138.    | Alyson Dudek             | USA              | short track           | –     | –      | 1    | 1     |
| 138.    | Arianna Fontana          | Włochy           | short track           | –     | –      | 1    | 1     |
| 138.    | Lana Gehring             | USA              | short track           | –     | –      | 1    | 1     |
| 138.    | Natalie Geisenberger     | Niemcy           | saneczkarstwo         | –     | –      | 1    | 1     |
| 138.    | Guo Xinxin               | ChRL             | narciarstwo dowolne   | –     | –      | 1    | 1     |
| 138.    | Anne Helin               | Finlandia        | hokej na lodzie       | –     | –      | 1    | 1     |
| 138.    | Andrea Henkel            | Niemcy           | biathlon              | –     | –      | 1    | 1     |
| 138.    | Jenni Hiirikoski         | Finlandia        | hokej na lodzie       | –     | –      | 1    | 1     |
| 138.    | Venla Hovi               | Finlandia        | hokej na lodzie       | –     | –      | 1    | 1     |
| 138.    | Anja Huber               | Niemcy           | skeleton              | –     | –      | 1    | 1     |
| 138.    | Clara Hughes             | Kanada           | łyżwiarstwo szybkie   | –     | –      | 1    | 1     |
| 138.    | Marion Josserand         | Francja          | narciarstwo dowolne   | –     | –      | 1    | 1     |
| 138.    | Michelle Karvinen        | Finlandia        | hokej na lodzie       | –     | –      | 1    | 1     |
| 138.    | Natalja Korostielowa     | Rosja            | biegi narciarskie     | –     | –      | 1    | 1     |
| 138.    | Marion Kreiner           | Austria          | snowboarding          | –     | –      | 1    | 1     |
| 138.    | Mira Kuisma              | Finlandia        | hokej na lodzie       | –     | –      | 1    | 1     |
| 138.    | Virpi Kuitunen           | Finlandia        | biegi narciarskie     | –     | –      | 1    | 1     |
| 138.    | Emma Laaksonen           | Finlandia        | hokej na lodzie       | –     | –      | 1    | 1     |
| 138.    | Rosa Lindstedt           | Finlandia        | hokej na lodzie       | –     | –      | 1    | 1     |
| 138.    | Liu Jinli                | ChRL             | curling               | –     | –      | 1    | 1     |
| 138.    | Liu Yin                  | ChRL             | curling               | –     | –      | 1    | 1     |
| 138.    | Petra Majdič             | Słowenia         | biegi narciarskie     | –     | –      | 1    | 1     |
| 138.    | Terhi Mertanen           | Finlandia        | hokej na lodzie       | –     | –      | 1    | 1     |
| 138.    | Elana Meyers             | USA              | bobsleje              | –     | –      | 1    | 1     |
| 138.    | Pirjo Muranen            | Finlandia        | biegi narciarskie     | –     | –      | 1    | 1     |
| 138.    | Olivia Nobs              | Szwajcaria       | snowboarding          | –     | –      | 1    | 1     |
| 138.    | Erin Pac                 | USA              | bobsleje              | –     | –      | 1    | 1     |
| 138.    | Anja Pärson              | Szwecja          | narciarstwo alpejskie | –     | –      | 1    | 1     |
| 138.    | Heidi Pelttari           | Finlandia        | hokej na lodzie       | –     | –      | 1    | 1     |
| 138.    | Mariia Posa              | Finlandia        | hokej na lodzie       | –     | –      | 1    | 1     |
| 138.    | Annina Rajahuhta         | Finlandia        | hokej na lodzie       | –     | –      | 1    | 1     |
| 138.    | Karoliina Rantamäki      | Finlandia        | hokej na lodzie       | –     | –      | 1    | 1     |
| 138.    | Noora Räty               | Finlandia        | hokej na lodzie       | –     | –      | 1    | 1     |
| 138.    | Laurine van Riessen      | Holandia         | łyżwiarstwo szybkie   | –     | –      | 1    | 1     |
| 138.    | Joannie Rochette         | Kanada           | łyżwiarstwo figurowe  | –     | –      | 1    | 1     |
| 138.    | Riitta-Liisa Roponen     | Finlandia        | biegi narciarskie     | –     | –      | 1    | 1     |
| 138.    | Mari Saarinen            | Finlandia        | hokej na lodzie       | –     | –      | 1    | 1     |
| 138.    | Alona Sawczenko          | Niemcy           | łyżwiarstwo figurowe  | –     | –      | 1    | 1     |
| 138.    | Saija Sirviö             | Finlandia        | hokej na lodzie       | –     | –      | 1    | 1     |
| 138.    | Nina Tikkinen            | Finlandia        | hokej na lodzie       | –     | –      | 1    | 1     |
| 138.    | Minnamari Tuominen       | Finlandia        | hokej na lodzie       | –     | –      | 1    | 1     |
| 138.    | Saara Tuominen           | Finlandia        | hokej na lodzie       | –     | –      | 1    | 1     |
| 138.    | Linda Välimäki           | Finlandia        | hokej na lodzie       | –     | –      | 1    | 1     |
| 138.    | Anna Vanhatalo           | Finlandia        | hokej na lodzie       | –     | –      | 1    | 1     |
| 138.    | Marjo Voutilainen        | Finlandia        | hokej na lodzie       | –     | –      | 1    | 1     |
| 138.    | Wang Beixing             | ChRL             | łyżwiarstwo szybkie   | –     | –      | 1    | 1     |
| 138.    | Wang Bingyu              | ChRL             | curling               | –     | –      | 1    | 1     |
| 138.    | Kati Wilhelm             | Niemcy           | biathlon              | –     | –      | 1    | 1     |
| 138.    | Katarzyna Woźniak        | Polska           | łyżwiarstwo szybkie   | –     | –      | 1    | 1     |
| 138.    | Yue Qingshuang           | ChRL             | curling               | –     | –      | 1    | 1     |
| 138.    | Šárka Záhrobská          | Czechy           | narciarstwo alpejskie | –     | –      | 1    | 1     |
| 138.    | Zhou Yan                 | ChRL             | curling               | –     | –      | 1    | 1     |
| 138.    | Luiza Złotkowska         | Polska           | łyżwiarstwo szybkie   | –     | –      | 1    | 1     |

### Klasyfikacja państw
Poniżej przedstawiono dziesięć państw z największymi dorobkami medalowymi podczas igrzysk w Vancouver.
| Miejsce | Państwo          | Złoto | Srebro | Brąz | Razem |
| ------- | ---------------- | ----- | ------ | ---- | ----- |
| 1.      | Kanada           | 14    | 7      | 5    | 26    |
| 2.      | Niemcy           | 10    | 13     | 7    | 30    |
| 3.      | USA              | 9     | 15     | 13   | 37    |
| 4.      | Norwegia         | 9     | 8      | 6    | 23    |
| 5.      | Korea Południowa | 6     | 6      | 2    | 14    |
| 6.      | Szwajcaria       | 6     | –      | 3    | 9     |
| 7.      | ChRL             | 5     | 2      | 4    | 11    |
| 7.      | Szwecja          | 5     | 2      | 4    | 11    |
| 9.      | Austria          | 4     | 6      | 6    | 16    |
| 10.     | Holandia         | 4     | 1      | 3    | 8     |